# 锡乌勒河畔圣加勒
錫烏勒河畔圣加勒（法語：Saint-Gal-sur-Sioule，法語發音：[sɛ̃ ɡal syʁ sjul]）是法国多姆山省的一个市镇，属于里永区。

## 地理
锡乌勒河畔圣加勒（46°6'39"N, 3°0'35"E）面积9.52 平方千米，位于法国奥弗涅-罗讷-阿尔卑斯大区多姆山省，该省份为法国中南部省份，北起阿列省接壤，东临卢瓦尔省，南至上盧瓦爾省和康塔爾省，西接科雷兹省和克勒兹省。
与锡乌勒河畔圣加勒接壤的市镇（或旧市镇、城区）包括：舒维尼、马尔西亚、普佐勒、锡乌勒河畔圣坎坦、塞尔旺。

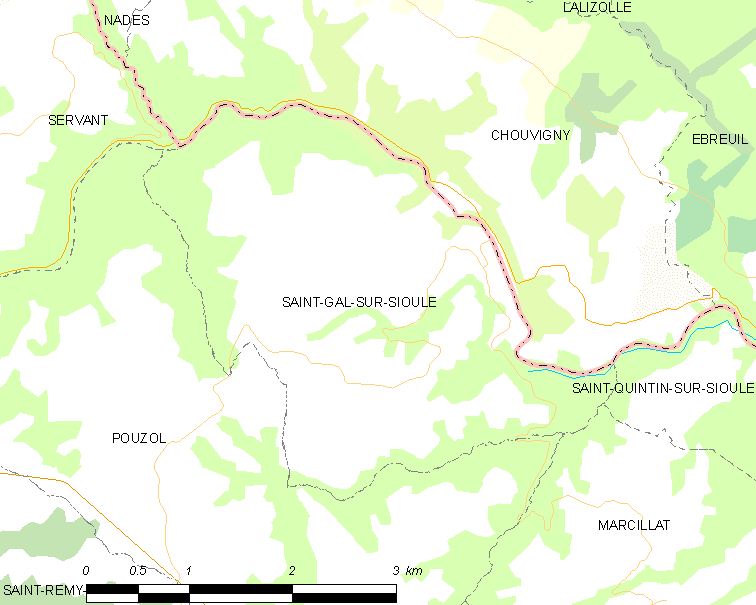
锡乌勒河畔圣加勒的OSM定位图

锡乌勒河畔圣加勒的时区为UTC+01:00、UTC+02:00（夏令时）。

## 行政
锡乌勒河畔圣加勒的邮政编码为63440，INSEE市镇编码为63344。

## 政治
锡乌勒河畔圣加勒所属的省级选区为圣乔治德蒙斯县。

## 人口

1962-2008年间锡乌勒河畔圣加勒人口变化图示

锡乌勒河畔圣加勒于2022年1月1日时的人口数量为148人。